# Hackensack
 Denne artikel omhandler en dansk musikgruppe. Opslagsordet har også en anden betydning, se Hackensack (New Jersey).
Hackensack er et dansk poprock-orkester der er dannet i 2001.
Det består af Martin Miehe-Renard (vokal), Jan Irhøj (lead-guitar), Anders Bøgelund (rytme-guitar), Jakob Gram (bas) og Jesper Falkensteen (trommer).
Orkestret spiller dansemusik, dvs. kopier af hits fra 60'erne, 70'erne, 80'erne og 90'erne, men spiller også egne kompositioner.

Udgivelser:

2003/03: "All I Wanna Do" (Single)

2003/10: "Hackensack" (Album)

2004/01: "TopNordic" (Single)

2005/02: "I Can't Let Maggie Go" (Single)

2005/05: "Signs Of Blue", "I Only Like Girls" (EP?)